# Ruda-Kolonia (Mazovie)
Ruda-Kolonia [ˈruda kɔˈlɔɲa] est un village polonais de la gmina de Bielany dans le powiat de Sokołów et dans la voïvodie de Mazovie, au centre-est de la Pologne.